# Axonopus pubivaginatus
Axonopus pubivaginatus är en gräsart som beskrevs av Johannes Jan Theodoor Henrard. Axonopus pubivaginatus ingår i släktet Axonopus och familjen gräs. Inga underarter finns listade i Catalogue of Life.